# ジュネーヴ音楽院
ジュネーヴ音楽院（仏: Conservatoire de Musique de Genève）は、スイスのジュネーヴにある音楽学校である。

## 概要
ジャック・ダルクローズ研究所（Institut Jacques-Dalcroze）、ジュネーヴ市民音楽院（Conservatoire Poplulaire de musique）と共に、ジュネーヴ音楽学校協会（Fédération des écoles genevoises de musique）として統合され、ジュネーヴ州の公的な音楽教育となっている。
1835年にフランソワ・バルトロニ（François Bartholoni）によって創設された。
2009年に、一般向けの音楽教室であるEM（école de musique 音楽学校の意）から、 高等音楽教育機関のジュネーヴ高等音楽院（HEM:haute école de musique、音楽高等学校の意。大学、大学院があり、プロフェッショナルとなってからの音楽研究や、様々な音楽公演も行なっている。）が組織として独立しており、HEM卒業でヨーロッパと統一された大学の卒業資格が得られる。HEMにはまた、ジュネーヴ市民音楽院とともに運営されているジュネーヴ古楽センター（Centre de Musique Ancienne de Genève）がある。